# Oostzeegroenworm
De Oostzeegroenworm (Marenzelleria neglecta) is een borstelworm uit de familie Spionidae. De wetenschappelijke naam van de soort werd in 2004 gepubliceerd door Sikorski & Bick.

## Beschrijving
De Oostzeegroenworm is een borstelworm die tot 15,7 centimeter lang en tot 3,2 millimeter breed kan worden. Hij leeft op de zeebodem in een met slijm beklede J-, L- of I-vormige gang die tot 25-35 cm diep kan zijn met een gemiddelde diameter van 2 mm, waar hij zich voedt door voedseldeeltjes van de bodem eten. Hoewel de worm kan overleven bij lage temperaturen, verkiest het temperaturen boven de 10  °C. De Oostzeegroenworm is tevens bestand tegen vervuiling met waterstofsulfide, een zeer giftig gas dat vrijkomt bij de rotting van organische stoffen.

## Verspreiding
De Oostzeegroenworm komt van nature voor de Atlantische kust van Noord-Amerika, voornamelijk in brakke estuaria, inhammen en baaien. Vermoedelijk bereikte de soort in 1985 – via het ballastwater van schepen – het Duitse deel van de Oostzee. Op basis van exemplaren uit deze Baltische Zee – waar hij anno 2011 algemeen voorkomt – werd deze worm in 2004 beschreven als een nieuwe soort voor de wetenschap. In België werd de Oostzeegroenworm voor het eerst waargenomen in de Zeeschelde nabij Antwerpen op 23 oktober 1996. Vanaf 2010 is bekend dat deze borstelworm ook in het Noordzeekanaal voorkomt.